# Лойко Сергій Леонідович
Сергі́й Леоні́дович Ло́йко (26 лютого 1953, Міккелі, Фінляндія) — російсько-американський журналіст, письменник, фотограф, перекладач. Кореспондент газети «Лос-Анджелес Таймс», співпрацює з радіостанцією «Ехо Москви» та «Новою газетою». Автор чисельних репортажів з районів військово-політичних конфліктів, у тому числі в країнах колишнього СРСР. Живе в Техасі, США

## Журналістська діяльність у воєнних зонах

### Війна в Іраку (2003—2011)
Під час війни в Іраку Сергій Лойко став одним з найпомітніших журналістів, що описували операцію «Шок і тремтіння». Його репортажі для «Нової газети», кореспондентом якої він був, публікувалися в «Лос-Анджелес Таймс», звучали в ефірі «Ехо Москви» та передруковувалися іншими світовими виданнями. Матеріали з його репортажів та щоденника увійшли в книгу «Шок и трепет. Война в Ираке» «Нова газета» висунула Сергія Лойка на премію Спілки журналістів Росії за 2003 рік.

### Російсько-українська війна (2014‒)
Як військовий журналіст, фотограф і письменник, із 2014 року висвітлює війну на сході України. Зробив серію репортажів з Донбасу як кореспондент «Лос-Анджелес Таймс». Сергій Лойко став єдиним іноземним кореспондентом, що побував в обложеному російськими бойовиками Донецькому аеропорту. В кінці жовтня 2014 року він провів там чотири дні серед українських військових та добровольців з Правого Сектора, результатом чого стала стаття з галереєю власних світлин на першій шпальті «Лос-Анджелес Таймс».
Репортаж Сергія Лойка 29 жовтня на радіо «Ехо Москви» про бої навколо Донецького аеропорту був розцінений Роскомнаглядом як такий, що виправдовує практику військових злочинів та суперечить Федеральному закону від 25.07.2002 № 114-ФЗ «Про протидію екстремістській діяльності». Виданню та радіоканалу «Ехо Москви», а також їхньому засновнику, було винесено попередження про неприпустимість порушення законодавства Російської Федерації, а також поставлено вимогу негайного вилучення стенограми інтерв'ю із сайту «Ехо Москви». Проте керівники «Еха Москви» повідомили, що будуть добиватися зняття попередження у судовому порядку.
Матеріали Сергія Лойка, відзняті ним для «Лос-Анджелес Таймс» отримали додатковий розголос завдяки тому, що його продюсер Вікторія Бутенко була номінована на премію «Еммі» за сюжет про Майдан.
3 вересня 2015 року у Києві відбулася презентація книги Сергія Лойка «Аеропорт». За словами автора, книгу він писав про війну між Росією та Україною, так як «інакше назвати це не можна». Автор розповів, що був одержимий романом весь час перебування з «кіборгами» в донецькому аеропорту у жовтні 2014 року. «З самого початку я зрозумів, що це повинен бути саме роман, тому що в хроніці, в документальному свідоцтві не можна виразити всю глибину трагедії, підлості, героїзму, ненависті, пристрасті, притаманних цій війні. Я не міг розповідати про неї холодним, відстороненим тоном літописця», — написав Лойко у своєму блозі у виданні «Новий час».
15 березня 2018 року на каналі Прямий відбулася прем'єра телевізійного документального чотирисерійного фільму Сергія Лойка «Гібридна Історія» про події останніх років на сході України.
2 квітня 2019 року на російському пропагандистському телевізійному шоу «Місце зустрічі», Сергій Лойко мав промову на захист Євромайдану. Після закінчення цієї промови російський пропагандист та ведучий шоу Андрій Норкін зник зі студії. Як стало відомо пізніше, у пропагандиста сталася гіпертонічна криза.
11 березня 2022, на записаному відео Лойко оголосив, що він більше не журналіст, а боєць Тероборони України.

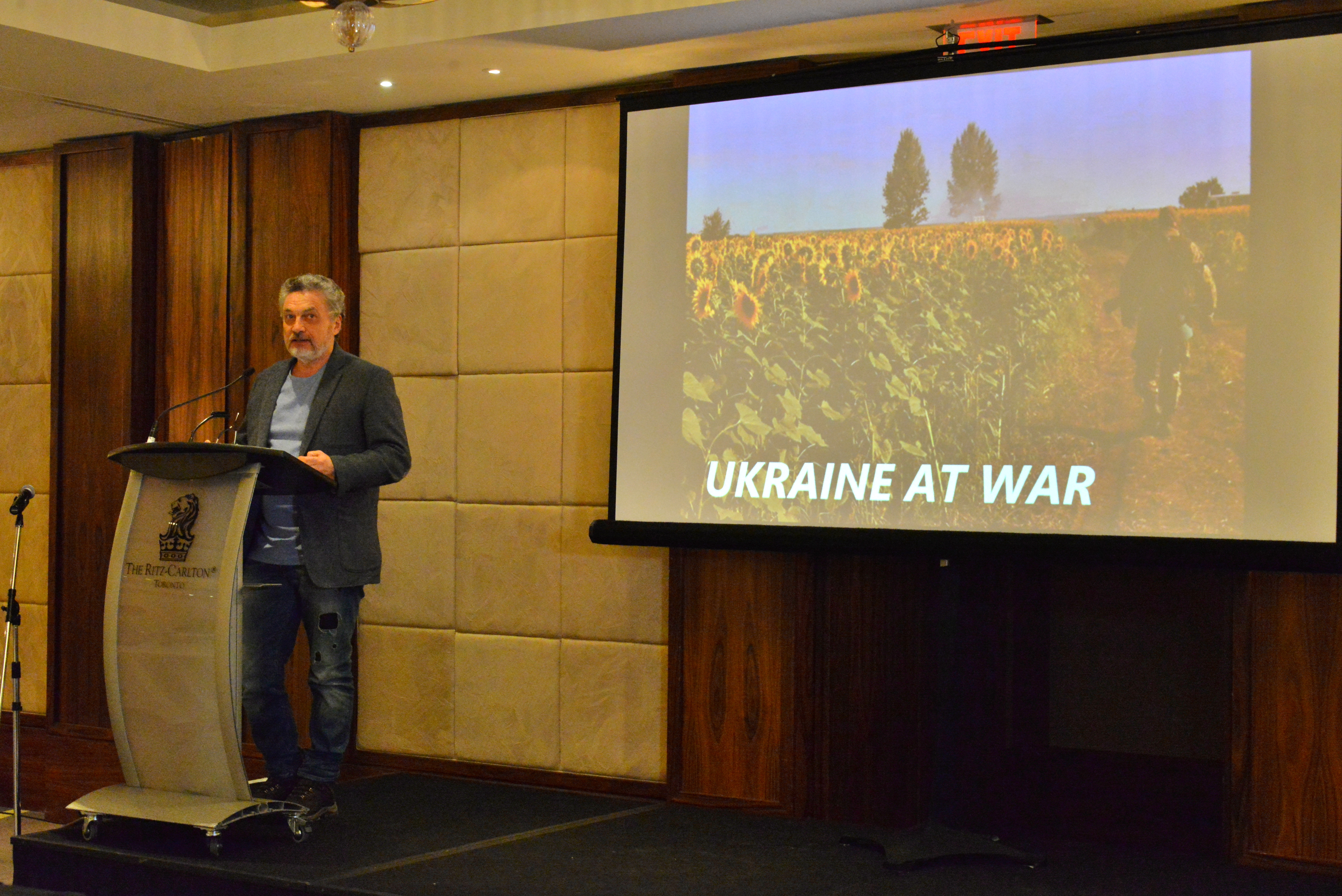
Презентація в Торонто.

## Твори
- Сергей Лойко. Шок и трепет. Война в Ираке (Москва: Вагриус, 2003)
- Аэропорт (Москва: «Брайт Букс», 2016)
- Рейс (Москва: «Брайт Букс», 2017)

## Переклади українською
- Сергій Лойко. Аеропорт. Переклад з російської: Ольга Гончар. Київ: «Брайт Букс». 2015. 344 стор. ISBN 978-966-2665-68-0 (1-ша редкація)
  - (перевидання) Сергій Лойко. Аеропорт. Переклад з російської: Ольга Гончар. Київ: «Брайт Букс». 2016. 344 стор. ISBN 978-966-2665-93-2 (2-га редкація)
- Сергій Лойко. Рейс. Переклад з російської: Ольга Хвостова. Київ: «Брайт Букс». 2017. 432 стор. ISBN 978-617-74-18-33-6

## Статті
- Ukraine fighters, surrounded at wrecked airport, refuse to give up[недоступне посилання].(англ.) —"Los Angeles Times", 28.10.2014
- Крысиные сны [Архівовано 10 жовтня 2017 у Wayback Machine.].(рос.) — «Каспаров.ру», 10.10.2017